# Latinpop

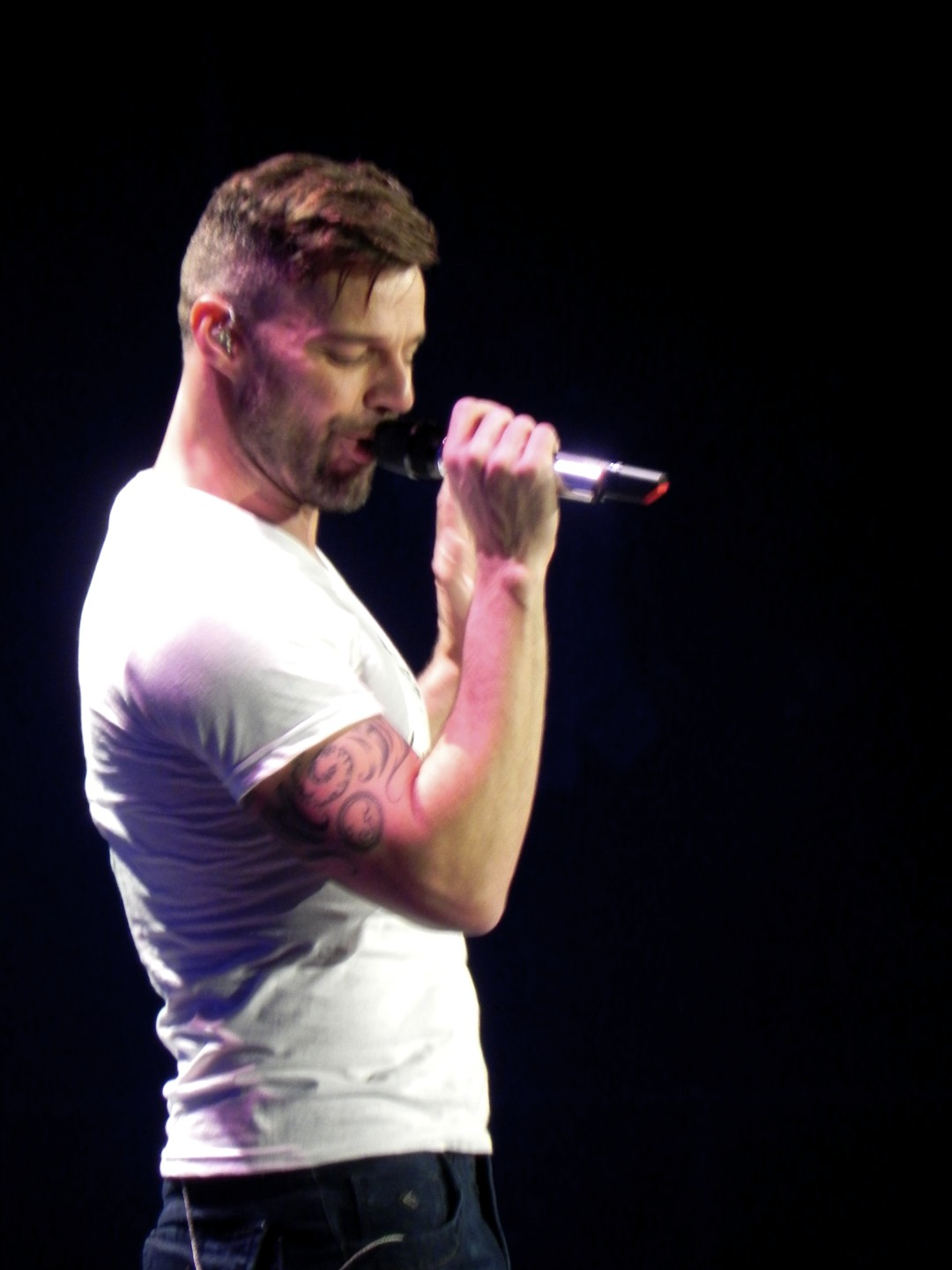
Ricky Martin skördade stora framgångar runt 1998-1999.

Latinopop är popmusik med influenser från latinamerikansk musik i låtarna, ofta med sång på spanska. Från slutet av 1990-talet har genren nått stora framgångar i hela världen.
Geografiskt sätt kan begreppet syfta på popmusik från Latinamerika eller som sjungs av Latinamerikaner, framför allt Hispanics i USA.
Större latinopoplåtskrivare är Leonel García, Gian Marco, Estefano, Kike Santander, Juan Luis Guerra, Mario Domm och Robi Draco Rosa.
Det finns två huvudvarianter. Den första är vanlig pop som sjungs på spanska, portugisiska eller engelska för en internationell publik.  Den andra blandar pop med latinamerikanska eller iberiska rytmer som salsa, samba, norteña, merengue, banda, tex-mex, flamenco, tango, reggaeton, vallenato och reggae.

### Fotnoter
1. 1 2  Latinpop på Allmusic (engelska)
2. ↑  http://www.imdb.com/name/nm0261555/
3. ↑  http://www.imdb.com/name/nm0763362/
4. ↑  http://www.imdb.com/name/nm0787680/
5. ↑  http://www.imdb.com/name/nm1257075/
6. ↑  http://www.imdb.com/name/nm0740875/